# Subocka
Subocka är ett vattendrag i Kroatien. Det ligger i den östra delen av landet, 90 km sydost om huvudstaden Zagreb.